# Yi Tso-lin

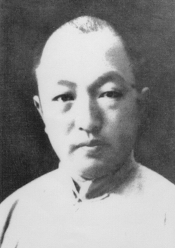
Porträt Yi Tso-lin ca. 1930

Yi Tso-lin (auch bekannt als Yi Chien-lou; * 19. Juli 1897 in Nantong, China; † 29. März 1945 in Rugao, China), Hofname Yi Chien-Lou, war ein Sprachwissenschaftler, Pädagoge und Philanthrop in China. Er leistete wichtige Beiträge zum Studium der Phonetik, Phonologie und Grammatik des modernen Chinesisch. 

## Leben
Er galt als guter Schüler und studierte bis 1917 am Tungchou Teachers’ College, Chinas erster privater Ausbildungsstätte für Lehrer. Anschließend arbeitete er zunächst für einen Buchverlag und dann für das Shanghai National Language College (上海國語專修學校). Von einem Vorbereitungsausschuss für ein Institut, das eine einheitliche chinesische Sprache unterstützen sollte  (國語統一籌備委員會), wurde er 1923 zusammen mit zehn anderen, landesweit bekannten Wissenschaftlern, darunter Lin Yutang und Yuen Ren Chao, dem Ausschuss für die Umsetzung der chinesischen in westliche Sprachen zugeordnet (國語羅馬字母拼音研究委員會). Im Rahmen dieser Tätigkeit veröffentlichte er 1924 eine wegweisende Grammatik der modernen chinesischen Sprache. Danach war er als Lehrer in Primar- und Sekundarschulen tätig, später wurde er Schulinspektor in der Provinz Jiangsu. 
Einen Großteil seines Lebens bemühte er sich um die Ausbildung der Kinder ärmerer Bevölkerungsschichten, auch während der japanischen Besatzung. Er starb vor dem Ende des Zweiten Weltkriegs. 

## Werke
Seine wichtigsten Veröffentlichungen sind die 1920 erschienenen Vorlesungen über chinesische Phonetik [國音學講義] und das 1924 erschienene Werk Vier Vorlesungen über chinesische Grammatik [國語文法四講].
| Personendaten    | Personendaten                                                |
| ---------------- | ------------------------------------------------------------ |
| NAME             | Yi, Tso-lin                                                  |
| ALTERNATIVNAMEN  | Yi, Chien-Lou (Hofname)                                      |
| KURZBESCHREIBUNG | chinesischer Sprachwissenschaftler, Pädagoge und Philanthrop |
| GEBURTSDATUM     | 19. Juli 1897                                                |
| GEBURTSORT       | Nantong, China                                               |
| STERBEDATUM      | 29. März 1945                                                |
| STERBEORT        | Rugao, China                                                 |